# Diclidia greeni
Diclidia greeni är en skalbaggsart som beskrevs av Liljeblad 1918. Diclidia greeni ingår i släktet Diclidia och familjen ristbaggar. Inga underarter finns listade i Catalogue of Life.